# Gastrancistrus robertsoni
Gastrancistrus robertsoni är en stekelart som beskrevs av Girault 1915. Gastrancistrus robertsoni ingår i släktet Gastrancistrus och familjen puppglanssteklar. Inga underarter finns listade i Catalogue of Life.